# W.A.S.P.
W.A.S.P. és un grup de heavy metal dels Estats Units. El grup va sorgir en l'inici dels anys 80, més precisament en 1982, tenint com fundador el vocalista Blackie Lawless. L'acrònim "W.A.S.P." és una de les majors polèmiques entorn de la banda, que en anglès és entès com a "White Anglo-Saxon Protestant", que significa "Blanc, Anglosaxó i Protestant", va ser reinterpretat pels membres del grup perquè signifiqués "We Are Sex Perverts", que traduït al català significa "Nosaltres som pervertits sexuals". Els W.A.S.P. són cèlebres pels espectacles molt característics, que per moltes vegades presenten nombres cruents, en el mateix estil dels interpretats per Alice Cooper, un dels pioners d'aquest tipus de show. En aquest sentit els W.A.S.P. troben similituds també amb grups com els Lizzy Borden, Kiss o els Twisted Sister.

## Discografia
Àlbums d'estudi
- W.A.S.P. (1984)
- The Last Command (1985)
- Inside the Electric Circus (1986)
- The Headless Children (1989)
- The Crimson Idol (1992)
- Still Not Black Enough (1995)
- Kill Fuck Die (1997)
- Helldorado (1999)
- Unholy Terror (2001)
- Dying For The World (2002)
- The Neon God Part 1: The Rise (2004)
- The Neon God Part 2: The Demise (2004)
- Dominator (2007)
- Babylon (2009)
- Golgotha (2015)
- ReIdolized: The Soundtrack To The Crimson Idol (2018)

Àlbums en directe
- Live...In the Raw (1987)
- Double Live Assassins (1998)
- The Sting - Live at the Key Club L.A. (2000)

Àlbums recopilatoris
- First Blood - Last Cuts (1993)
- The Best of the Best 1984-2000 (2000)
- The Best of the Best (2007)

Box Sets
- The 7 Savage: 1984-1992 Deluxe 8LP (2023)